# Moritz Fasal
Moritz Fasal (ur. 10 stycznia 1841 w Cieszynie, zm. 4 lutego 1919 tamże) – żydowski przedsiębiorca z Cieszyna, producent wódek i likierów, cesarsko-królewski dostawca dworu.
Potomek tzw. tolerowanych Żydów, którzy mogli mieszkać na Śląsku Cieszyńskim od 1752. Na polecenie cesarza Józefa II musieli przybrać niemieckie nazwiska, stąd przodek Moritza Salomon Löbl z Kocobędza przybrał nazwisko Fasal. Ojciec Moritza, Natan (zm. 1877), był kupcem.
Moritz zaczynał swoją kupiecką karierę jako pomocnik krewniaka Józefa, kupca z cieszyńskiego przedmieścia Kamieniec, zamieszkałego w dzielnicy Saska Kępa pod numerem 56. W 1868 założył własną firmę produkującą likiery, wódki gatunkowe i wodę sodową. Później, jeszcze przed 1874, założył nową, większą fabrykę likierów i został właścicielem domu na Saskiej Kępie 56. Prowadził także sklep firmowy, gospodę oraz mały sklepik z papierosami i prasą. W 1875 firmę Fasala wpisano do ksiąg handlowych sądu okręgowego w Cieszynie.
Z biegiem lat jeszcze bardziej rozwinął swoją działalność. Produkty Fasala były nagradzane na licznych wystawach, m.in. w 1880 na II Śląskiej Wystawie przemysłowej i rolniczej w Cieszynie czy na międzynarodowej wystawie poświęconej higienie w Brukseli w 1892. W latach 80. XIX wieku firma zrezygnowała z produkcji rosolisów i postawiła na likiery ziołowe, wodę sodową, soki i syropy owocowe. W 1886 miała już swoje składy w Wiedniu, Opawie i Karniowie. Od 1894 Fasal mógł na swoich wyrobach zamieszczać cesarskiego orła. Uhonorowaniem działalności przedsiębiorcy było przyznanie mu w 1903 tytułu cesarsko-królewskiego dostawcy dworu. W praktyce tytuł ten nie oznaczał, że faktycznie dostarczał produkty na stół cesarza, jednak było to prestiżowe wyróżnienie.
Był radnym miasta Cieszyna w latach 1879–1913, do 1917 przewodniczącym Towarzystwa Krajcarowego pomagającego najuboższym uczniom. Był też założycielem zakładu na Saskiej Kępie, zajmującego się rozdawaniem darmowej zupy biednym dzieciom. Działał też charytatywnie na inne sposoby – rocznie fundował około 400 par obuwia dla biednych dzieci oraz wsparł finansowo budowę kościoła katolickiego w Dąbrowie.
Był członkiem Czytelni Niemieckiej w Cieszynie i Związku Weteranów Wojennych, cenzorem Komunalnej Kasy Oszczędności, członkiem zarządu kasy oszczędności Towarzystwa Rzemieślniczego (późniejszego Banku Rzemiosła), współzałożycielem i przewodniczącym stowarzyszenia Talmud-Thora, skarbnikiem koła Czerwonego Krzyża w Cieszynie. Cesarz Franciszek Józef I nadał mu Złoty Krzyż Zasługi Cywilnej z Koroną.
Jego żoną była Fanny angażująca się w działalność charytatywną. Z tego małżeństwa pochodzili Adolf, Olga, Gabriela, Leon, Oskar, Aurelia i Sydonia.
Zmarł 4 lutego 1919 w Cieszynie i został pochowany obok zmarłej w roku 1916 żony na Nowym Cmentarzu Żydowskim.